# Arrested Development
Arrested Development (bra: Arrested Development ou Caindo na Real; prt: Arrested Development - De Mal a Pior) é uma série de televisão norte-americana no formato sitcom sobre uma família disfuncional, transmitida originalmente nos Estados Unidos em três temporadas pela emissora FOX, de 2 de novembro de 2003 a 10 de fevereiro de 2006, e então revivida pelo serviço de streaming Netflix em 26 de maio de 2013, com duas novas temporadas produzidas até Março de 2019. A série é apresentada com reminiscências a filmes de documentários com um narrador, o célebre diretor Ron Howard, além de fotografias e filmes de arquivo. Embora a história decorra em Newport Beach, na Califórnia e em Balboa Island, foi filmado primeiramente em Culver City e na Marina del Rey, uma hora a norte de Newport.
A série foi criada por Mitchell Hurwitz (criador de The Ellen Show, escritor para o The John Larroquette Show e The Golden Girls). Hurwitz, juntamente com Ron Howard, Brian Grazer, e David Nevins (todos parte da Imagine Entertainment) são produtores executivos.

## Sinopse
A história de Arrested Development é muito simples: um pai viúvo chamado Michael Bluth (Jason Bateman), cujo pai George Bluth (Jeffrey Tambor) foi preso por forjar a contabilidade das empresas Bluth, acaba tendo que cuidar de sua ex-rica família. Pensando bem... a história muda quando se conhece os membros dessa família. Além de Michael, ela é formada por sua mãe, a socialite Lucille (Jessica Walter); seus irmãos Buster (Tony Hale) e Gob (Will Arnett), um cartógrafo e um fracassado mágico, respectivamente; sua irmã obcecada por moda Lindsay (Portia de Rossi), e seu marido Tobias (David Cross), que perdeu a licença de médico. E ainda tem George-Michael (Michael Cera), o filho adolescente de Michael, que tem uma estranha paixão por sua prima Maeby (Alia Shawkat). Com esse enredo, "Arrested Development" pode ser descrita como a comédia com a família mais disfuncional de todos os tempos.

## Elenco principal
- Jason Bateman — Michael Bluth
- Portia de Rossi — Lindsay Bluth Fünke
- Will Arnett — George Oscar Bluth II "G.O.B"
- Michael Cera — George-Michael Bluth
- Alia Shawkat — Mae "Maeby" Fünke
- Tony Hale — Byron "Buster" Bluth
- David Cross — Tobias Fünke
- Jeffrey Tambor — George Bluth Sr. e Oscar (gêmeo de George)
- Jessica Walter — Lucille Bluth
- Ron Howard — narrador

## Produção
A discussão que levou à criação da série começou no verão de 2002. Ron Howard teve a ideia de criar uma série de comédia no estilo de câmeras de mão e reality shows, mas com um roteiro elaborado e altamente cômico resultante de repetidas reescritas e ensaios. Howard se encontrou com David Nevins, o presidente da Imagine Television, Katie O'Connell, vice-presidente sênior e dois escritores, incluindo Mitchell Hurwitz . À luz dos recentes escândalos contábeis corporativos, como a Enron e a Adelphia, Hurwitz sugeriu uma história sobre uma família em falência. Alia Shawkat foi a primeira a ser contratada no elenco da série. Michael Cera, Tony Hale e Jessica Walter foram escalados por fitas de vídeo e levados para um teste para a Fox. Jason Bateman e Portia de Rossi leram e fizeram testes para a Fox e foram imediatamente escolhidos. O personagem de G.O.B. foi aparentemente o mais desafiador para escolher. Quando Will Arnett fez o teste, ele interpretou o personagem "como um cara que se considerava o filho escolhido, embora fosse óbvio para todos que ele era o menos favorito"; ele foi escolhido imediatamente. Os personagens de Tobias e George Sr. iriam originalmente ter papéis menores, mas gostaram tanto de David Cross e Jeffrey que eles receberam partes mais significativas.
Arrested Development usa vários elementos que eram raros na época para sitcoms americanas. Foi filmado em locação e em vídeo HD (a 24 quadros por segundo) com câmeras parodiando táticas frequentemente empregadas em documentários e reality shows, afastando-se do estilo "fixo, público de estúdio, claque ", estilo dominante na comédia. O show também faz uso pesado de cutaway, complementando a narrativa com punchlines visuais como imagens de câmeras de segurança, fotos de família Bluth, screenshots de sites, filmes de arquivo e flashbacks. Um narrador onisciente de terceira pessoa (Ron Howard) une os múltiplos enredos que percorrem cada episódio, enquanto humoristicamente corta e comenta os personagens. Arrested Development também desenvolveu uma auto-referencialidade única através do uso de piadas internas que evoluíram ao longo de múltiplos episódios, o que recompensou a pouca e fiel audiência  (e por sua vez pode ter desencorajado novos espectadores e contribuído para as dificuldades de audiência do programa).

## Recepção
O show, embora aclamado pela crítica, não obteve uma audiência considerável. De acordo com o sistema de classificações da Nielsen, a primeira temporada da série foi a 120.ª mais popular entre as famílias e a 88.ª entre os espectadores de 18 a 49 anos, com média de 6,2 milhões de telespectadores. 
As avaliações dos Estados Unidos na segunda temporada tiveram em média cerca de seis milhões de telespectadores, enquanto a terceira temporada teve em média cerca de quatro milhões de telespectadores. A Fox anunciou que  devido à baixa audiência iria cortar 4  da segunda temporada originalmente planejada para ter 22 como a primeira, acabou ficando com 18.
Para a terceira temporada, a Fox colocou o programa às segundas-feiras às 20h00 e audiência caiu mais que as temporadas anteriores. A Fox não tinha mais interesse em renovar a série depois disso. O canal acabou exibindo os últimos quatro episódios em um intervalo de tempo de duas horas - junto da cerimônias de abertura das Olimpíadas de Inverno de 2006. O episódio final da série recebeu 3,43 milhões de telespectadores.
Embora de público tenha sido fraco, o oposto foi com a crítica. Ao longo de sua exibição original, Arrested Development foi aclamado pela crítica. É amplamente considerado como uma das comédias definitivas dos anos 2000 e tem sido elogiado por muitos críticos como uma das maiores comédias de todos os tempos."
Em 2004, a primeira temporada recebeu sete indicações ao prêmio Emmy com cinco vitórias. Ganhou como Melhor Comédia, Melhor direção para uma série de comédia, Melhor casting para uma série de comédia, Melhor edição de câmera única para uma série de comédia e Melhor roteiro para uma série de comédia, para o episódio piloto escrito por Mitchell Hurwitz e dirigido por os irmãos Anthony e Joe Russo . Jeffrey Tambor foi indicado naquele ano como Melhor Ator Coadjuvante em Série de Comédia. 
Em 2005, a segunda temporada recebeu onze indicações ao Emmy em sete categorias, com uma vitória. Entre as nomeações destacadas estão Melhor Comédia,Melhor Ator de Comédia (Jason Bateman), Melhor Ator Coadjuvante em Comédia (Jeffrey Tambor), Melhor Atriz Coadjuvante em Série de Comédia (Jessica Walter) e três indicações para Melhor Roteiro para uma série de comédia, na qual ganhou por "Righteous Brothers", escrito por Mitchell Hurwitz e Jim Vallely . 
Em 2006, a terceira temporada recebeu quatro indicações ao Emmy, por Melhor Comédia, Melhor Ator Coadjuvante em Série de Comédia (Will Arnett), Melhor Montagem de Câmera para Série de Comédia e Melhor Roteiro de Série de Comédia para o final da série

### Premiações
- Ganhou seis Emmys:
  - Melhor Série de Comédia (2004)
  - Melhor Roteiro para Série de Comédia (2004 e 2005)
  - Melhor Direção em Série de Comédia (2004)
  - Melhor Elenco para Série de Comédia (2004)
  - Melhor Edição de Série de Comédia Filmada por Única Câmera (2004)
- Jason Bateman ganhou um Globo de Ouro de Melhor Ator numa Série Cômica ou Musical pelo seu papel na série.

### Indicações
- Conseguiu 22 indicações ao Emmy, contando com suas seis vitórias.
- Conseguiu três indicações ao Globo de Ouro, contando com sua vitória.
- Conseguiu três indicações ao Screen Actors Guild Awards: duas para Melhor Elenco em Série de Comédia e uma para Jason Bateman.

## Cancelamento
Durante a terceira temporada da série em 2006, apesar dos rumores de Arrested Development que duraram meses, teria sido salva pelo canal de televisão a cabo Showtime, o criador Hurwitz se recusou a mudar o programa para outro canal na época. Como Hurwitz explicou, "eu levei isso até onde eu pude como uma série. Eu contei a história que eu queria contar, e nós estávamos chegando a um ponto em que eu acho que muitos dos atores estavam prontos para ir em frente." Ele disse que estava "mais preocupado em decepcionar os fãs em termos da qualidade do série cair" do que decepcionando os fãs ao não dar mais episódios. Ele também disse: "Se houver uma maneira de continuar isso de uma forma que não seja uma série de episódios televisivos semanais, eu estaria pronto para isso". Por anos ele falava em fazer um filme da série até ela retornar em 2013.

## Retorno
Seis anos após a série ser cancelada pela Fox, a Netflix comprou os direitos da série para fazer novos episódios em 2013. Mitch Hurwitz declarou sua intenção de produzir uma quarta temporada como o primeiro ato da adaptação cinematográfica que ele pretendia fazer antes da compra da Netflix. A quarta temporada estreou dia 26 de maio de 2013 com um total de 15 episódios. O formato da série ficou diferente comparado às temporadas anteriores: cada um dos quinze episódios se concentra em um personagem individual - com cada episódio acontecendo ao mesmo tempo dos outros episódios do ponto de vista de cada personagem - mostrando as atividades do personagem desde a conclusão da terceira temporada. Essa temporada dividiu o público, mas as criticas da quarta temporada foram geralmente positivas mas sem a empolgação das temporadas anteriores. No Rotten Tomatoes, possui uma taxa de aprovação de 76% com uma pontuação média de 7,93 / 10, com base em 31 avaliações, ao contrário das três primeiras que possuem mais de 90% de aprovação. Uma crítica do site diz: "Embora esta nova encarnação da série de sucesso não é tão eficaz, Arrested Development  em sua quarta temporada ainda proporciona o humor negro e gags que esperamos."  No site, Metacritic, a quarta temporada tem uma pontuação média ponderada de 72 em 100, com base em 21 críticos, indicando "geralmente avaliações favoráveis".
Uma das principais críticas da quarta temporada foi que ela é muito confusa por não seguir uma ordem cronológica, então em 2018, alguns meses antes de estrear a quinta temporada,  o criador Mitchell Hurwitz fez uma  reedição da quarta temporada para contar a história em ordem cronológica. Ron Howard gravou novo material de narração. Essa versão foi chamada de: Consequências Fatais e teve 22 episódios e substituiu a quarta temporada original de 2013 na Netflix. (A versão original da temporada ficou "escondida" na parte "Trailers e Mais" da Netflix). O remix da quarta temporada, Consequências Fatais, recebeu críticas negativas dos críticos. No Rotten Tomatoes, possui uma taxa de aprovação de 27% com uma pontuação média de 5,3 / 10, com base em 11 avaliaçõesUm crítico do site diz: " Arrested Development: Remix da Quarta temporada - Consequências Fatais   pega os piores elementos da quarta temporada do programa, reorganiza-os e apresenta-os como algo novo - um experimento que não é intrigante ou divertido".
A Netflix confirmou, em 17 de maio de 2017, que uma quinta temporada, com o elenco completo do programa, havia sido encomendada e que seria lançada em 2018. A produção começou em agosto de 2017, com 16 episódios planejados para a quinta temporada. As filmagens foram encerradas em novembro de 2017. Jeffrey Tambor havia sido alvo de alegações de má conduta sexual em novembro de 2017, o que o levou a ser retirado de outra série Transparent; no entanto, as alegações não afetaram sua inclusão na quinta temporada, e a equipe do programa apoiou o Tambor desde então. Em 7 de maio de 2018, foi anunciado que a quinta temporada ia estrear em 29 de maio de 2018. Essa temporada teve críticas medianas, no Rotten Tomatoes, detém uma taxa de aprovação de 65% com uma pontuação média de 5,34 / 10, com base em 40 opiniões. Um crítico do site diz: " Arrested Development encontra-se de volta em uma forma familiar, recapturando grande parte da química e brilho cômico do elenco - embora ainda não corresponda ao seu próprio passado". No Metacritic, a temporada tem uma pontuação média ponderada de 67 em 100, com base em 19 críticos, indicando "revisões geralmente favoráveis".

## Dublagem
A dublagem de Arrested Development foi bastante confusa por ter diversas trocas de dubladores. As duas primeiras temporadas receberam dublagem na época quando foi exibida na globo, mas como ela não exibiu a terceira temporada, essa nunca foi dublada até a série ter ido para a Netflix. Quando a série foi para a Netflix, por algum motivo houve uma redublagem parcial apenas no personagem do Gob que era feito pelo José Augusto Sendim que na Netflix ficou o Flávio Dias que também dublou a terceira e a quarta temporada., mas em 2018, quando a quarta temporada ganhou um remix, onde os episódios ficaram em ordem cronológica, José Augusto Sendim  voltou e também dublou a quinta temporada. Nesse remix e na quinta temporada, vários personagens tiveram a sua voz trocada.
- Jason Bateman (Michael Bluth): Marcus Jardym
- Portia de Rossi (Lindsay Bluth Fünke): Isis Koschdoski
- Will Arnett (George "Gob" Bluth II): José Augusto Sendim (Globo 1.ª-2.ª Temporadas e - remix 4.ª-5.ª Temporadas)/ Flávio Dias (Netflix- 1.ª-4.ª Temporadas)
- Michael Cera (George Michael Bluth): Felipe Drummond
- Alia Shawkat (Mae "Maeby" Fünke): Ana Lúcia Menezes (1.ª voz - 1.ª-3.ª Temporadas)/ Flávia Sady (2.ª voz - 4.ª Temporada)/ Gilza Mello(3.ª voz - remix 4.ª-5.ª Temporadas)/
- Tony Hale (Byron "Buster" Bluth): Mário Tupinambá
- David Cross (Tobias Fünke): Alexandre Moreno (1.ª voz - 1.ª-4.ª Temporadas)/ Tarcísio Pureza (2.ª voz - remix 4.ª-5.ª Temporadas)/
- Jeffrey Tambor (George Bluth): José Santa Cruz (1.ª voz - 1.ª-4.ª Temporadas)/ Reinaldo Pimenta (2.ª voz - 5.ª Temporadas)
- Jessica Walter (Lucille Bluth): Selma Lopes (1.ª voz - 1.ª-3.ª Temporadas)/ Maria da Penha (2.ª voz - 4.ª-5.ª Temporadas)/
- Ron Howard (Narrador): José Santana